# قوام الدين أبو القاسم الدرغزيني
قَوَّامُ الدِّينِ أَبُو القَاسِم الدَرغَزِينِي، المعروف باسم الدرغزيني (يُكتب أيضًا دارغازيني؛ توفي في أغسطس 1133) كان بيروقراطيًا فارسيًا وأحد الشخصيات البارزة في الدولة السلجوقية في أوائل القرن الثاني عشر. كان الدرغزيني من أصل فلاحي محلي، وكان من قرية أنس آباد في العراق الفارسي، ومن ثم كان يُعرف أيضًا باسم الأنس آبادي. ومع ذلك، فقد ربط نفسه بمدينة درغزين المجاورة نظرًا لمكانتها وأهميتها.

## سيرته
من أصل فلاحي محلي، كان الدرغزيني من قرية أنس آباد في عراق العجم، وبالتالي كان يُعرف أيضًا باسم الأنس آبادي. إلا أنه ربط نفسه بمدينة درغزين المجاورة لمكانتها وأهميتها.  لا يُعرف شيء عن حياته قبل مسيرته الإدارية، سوى أنه تلقى تعليمه في العاصمة أصفهان. أدت تطلعاته ومخططاته إلى صعوده داخل الإدارة السلجوقية، حيث حصل على منصب أرز الجيش (رئيس الدائرة العسكرية). وفي عام 1124، أصبح وزيرًا للسلطان السلجوقي للعراق وغرب إيران، محمود الثاني، وبذلك خلف شمس الملك عثمان، ابن الوزير البارز نظام الملك. تعرض الدرغزيني للتشهير من قبل منافسه أنوشروان بن خالد بسبب خلفيته من الطبقة الدنيا، وعدائه للقادة العسكريين الأتراك، والعطف المفترض تجاه الإسماعيليين. بسبب جهود أنوشروان، أُقيل الدرغزيني من منصب الوزير عام 1127، لكنه أُعيد لاحقًا إلى منصبه، وخدم في الفترة من 1128 إلى 1131. وبعد إقالته للمرة الثانية، أقنع الدرغزيني السلطان السلجوقي الرئيسي أحمد سنجر ليعيّنه وزيرًا لشقيق محمود طغرل، الذي حكم أذربيجان مؤقتًا، قبل أن يصبح سلطان (باسم طغرل الثاني) للعراق عام 1132. 